# Nymphidium medusa
Nymphidium medusa är en fjärilsart som beskrevs av Druce 1904. Nymphidium medusa ingår i släktet Nymphidium och familjen Riodinidae. Inga underarter finns listade i Catalogue of Life.